# アルタイ語
アルタイ語（アルタイご、Алтай тили, Altai tili）は、トゥバ語、 ハカス語、 ショル語とともにテュルク諸語の北東語群（シベリア・テュルク語群）に分類される言語。ロシア連邦アルタイ共和国と アルタイ地方に住むアルタイ人の間で、約5万人によって話されている。

## 方言
アルタイ語は大きく北部方言群と南部方言群の2つのグループにわけられる。
- 北部方言群
  - クマンドゥ方言
  - クー・キジ方言（チャルカン方言、レベド方言とも）
  - トゥバ方言 - en:Tubalar
- 南部方言
  - アルタイ・キジ方言
  - テレンギット方言 - en:Telengits
  - テレングット方言（テレウト方言、テレングト方言とも）

共和国の標準語はこのうち南部方言群のアルタイ・キジ方言を基盤として作られた。

## 表記体系
文語は19世紀後半から存在したが、1928年にラテン文字を採用した正書法が決められ、その後1938年にキリル文字に改定された。尚アルタイ語の音価を表記するため、ロシア語で使われる33文字に加え、Ј、Ӧ、Ÿ、Ӱ の4文字が追加された。

## 文法
アルタイ諸言語に共通の特徴として、SOV（主語-目的語-動詞）の語順を取ること、文法関係を名詞の格や動詞の活用を示す語尾（接尾辞）を語幹末に付着させて示す膠着語であることなど日本語とよく似た類型をもち、母音調和の現象が見られる。接尾辞は6種、主格（接尾辞はない）、対格（～を : -ni/-ny）、属格（～の : -ning/-nyng）、与格（～へ、～に : -ga/-ge）、位格（～で : -da/-de）、奪格（～から : -dang/-deng）。

## 母音
| 大文字 | 小文字 | 転写例 （ラテン文字表記と カナによる類似音） | 転写例 （ラテン文字表記と カナによる類似音） |
| ------ | ------ | -------------------------------------------- | -------------------------------------------- |
| А      | а      | a                                            | ア                                           |
| Е      | е      | ä                                            | エ                                           |
| О      | о      | o                                            | オ                                           |
| Ӧ      | ӧ      | ö                                            | ウ                                           |
| У      | у      | u                                            | ウ                                           |
| Ӱ      | ӱ      | ü                                            | ユ                                           |
| Ы      | ы      | y                                            | ウ                                           |
| И      | и      | i                                            | イ                                           |

アルタイ語の母音体系の基本となる短母音音素は8つある。
長母音を表記するための専用の文字はなく、母音字を二つ重ねて表す。二重母音はなく、半母音 й をともなったアイ aй、エイ eйなどがある。
母音調和は а、ы、о、у の4つの後舌母音と е、и、ӧ、ӱ の4つの前舌母音。